# Sonair
Sonair is een Angolese luchtvaartmaatschappij met haar thuisbasis in Luanda.
De luchtvaartmaatschappij staat op de Europese zwarte lijst en mag dus niet naar landen van de EU vliegen.

## Geschiedenis
Sonair is opgericht in 1989 door het staatsoliebedrijf Sonangol voor operaties binnen de maatschappij. Na een reorganisatie werden ook andere vluchten uitgevoerd. In samenwerking met TAAG Angola Airlines voert zij binnenlandse vluchten uit en daarnaast een verbinding tussen Luanda en Houston.

## Diensten
Sonair voert lijnnvluchten uit naar (juli 2011)
Binnenland:
- Benguela, Cabinda, Catumbela, Luanda, Lubango, Soyo.

Buitenland:
- Houston (Verenigde Staten)

## Vloot
De vloot van Sonair bestaat uit: (juli 2016)
- 2 Boeing 737-700